# Meilenstein (Deetz)

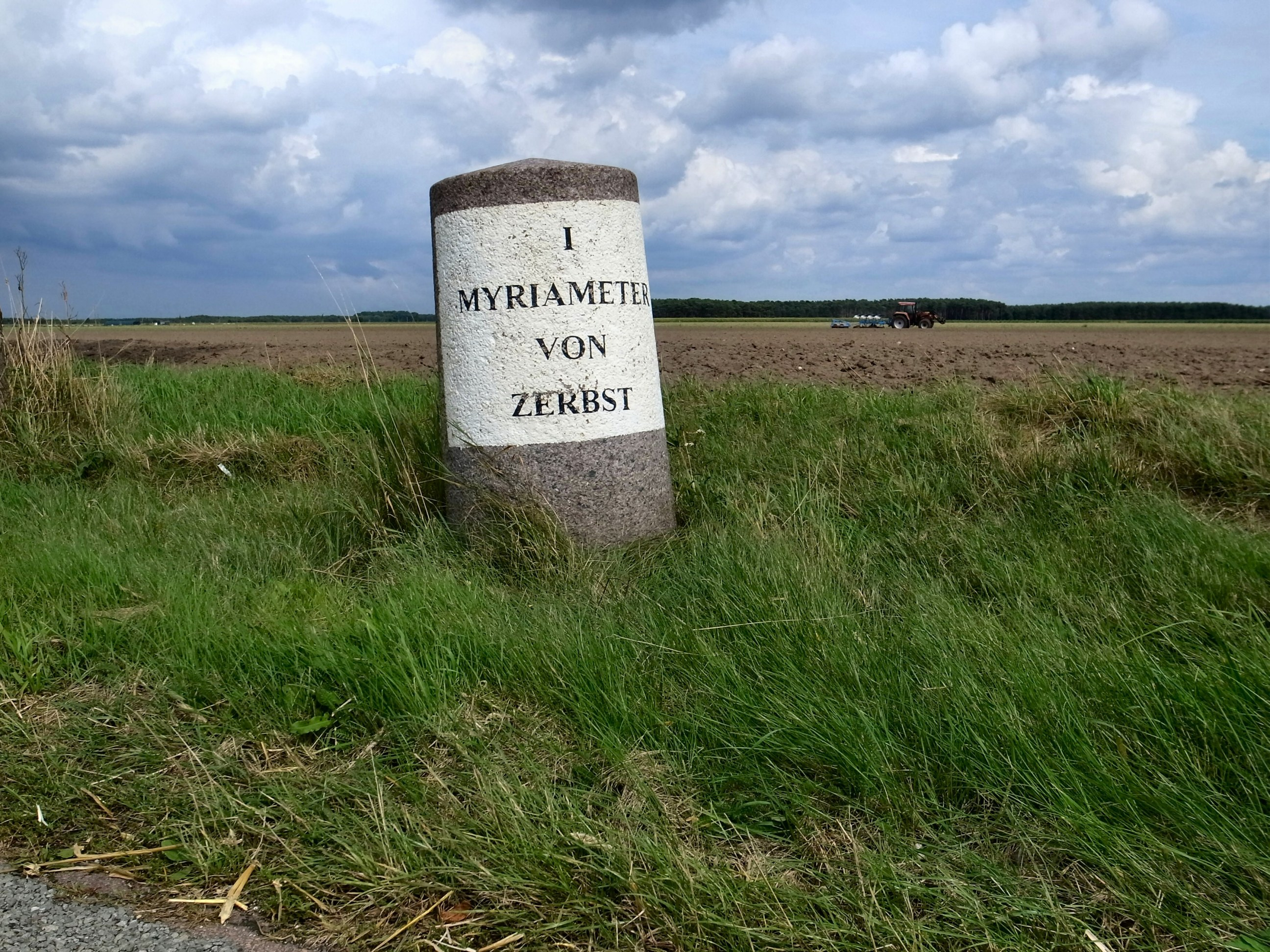
Anhaltischer Meilenstein bei Deetz

Der Meilenstein bei Deetz ist ein Kleindenkmal in der Stadt Zerbst/Anhalt im Landkreis Anhalt-Bitterfeld in Sachsen-Anhalt. Er steht unter Denkmalschutz und ist im Denkmalverzeichnis mit der Erfassungsnummer 094 41302 als Baudenkmal eingetragen.

## Lage
Südwestlich des Flämings im ehemaligen Anhalt-Zerbst an der Kreisstraße 1250, der westlicheren Verbindung von Zerbst zur Bundesstraße 246 gen Wiesenburg/Mark. An dieser steht er südlich von Deetz auf der östlichen Straßenseite. Vermutlich war hier – wie beim I-Myriameter-Stein bei Gollbogen – der zugehörige II-Myriameter-Stein jener bei Reuden/Anhalt.

## Geschichte und Gestalt
Der 81 Zentimeter hohe Rundsockelstein ist ein ehemaliger Meilenstein. Diese ab 1850 in Anhalt gesetzten Steine standen in Abständen von einer Meile. Die anhaltische Meile entsprach der preußischen Meile und war 7532 Meter lang. Der Nullpunkt der Zählung befand sich am Schloss in Dessau und über die Straße nach Roßlau wurde Zerbst zu einer Art Verteilerzentrum für die anschließenden wichtigeren Straßen. Im Zuge der Vereinigung Deutschlands zum Deutschen Kaiserreich entschied man sich zunächst für eine neue Länge der Meile, die 7500 Metern entsprach, dann führte man den Kilometer zum Jahr 1874 ein. Da Anhalt die Anordnungen je sofort umsetzte, musste es in den frühen 1870er Jahren das Land zweimal komplett neu vermessen und die Steine jeweils umstellen.
Mit der Entscheidung für Myriametersteine im ehemaligen Anhalt-Zerbst konnte man die Steine nach einer Neubeschriftung wieder aufstellen, da ein Myriameter zehn Kilometern entspricht. Somit musste man eigentlich keine neuen Steine anschaffen. Es soll aber dennoch vorgekommen sein. Als neuer Nullpunkt diente nun der Zerbster Roland. Die Inschrift des Granitsteins war bereits in den frühen 1990er Jahren nicht mehr lesbar und wurde bei einer Restaurierung im Jahr 2000 in I Myriameter von Zerbst gestaltet. Ob diese Inschrift historisch überliefert ist, ist nicht bekannt, denn selbst an den zu Myriametersteinen umfunktionierten Meilensteinen stand lediglich 10 Kilometer von Köthen (z. B. in Kleinpaschleben).